# زباباوات إفريقية
زباباوات أفريقية (الاسم العلمي: Myosoricinae)، فُصيلة ثدييات من فصيلة الزبابات. أعطانها جنوب الصحراء الكبرى.